# Athanasios Diakos
Athanasios Diakos (1788 - 1821) foi um herói grego da Guerra da Independência Grega em 1821.

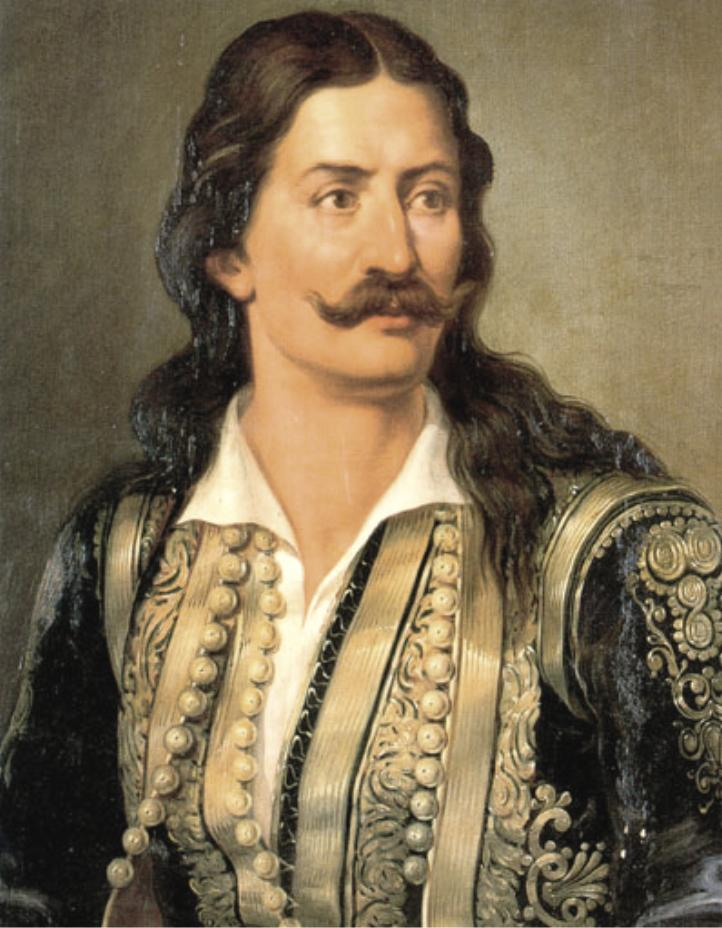